# Sofia Viscardi
Sofia Viscardi (Milano, 11 maggio 1998) è una youtuber e scrittrice italiana, autrice dei romanzi Succede, dal quale nel 2018 è stato tratto l'omonimo film, e Abbastanza.

## Biografia

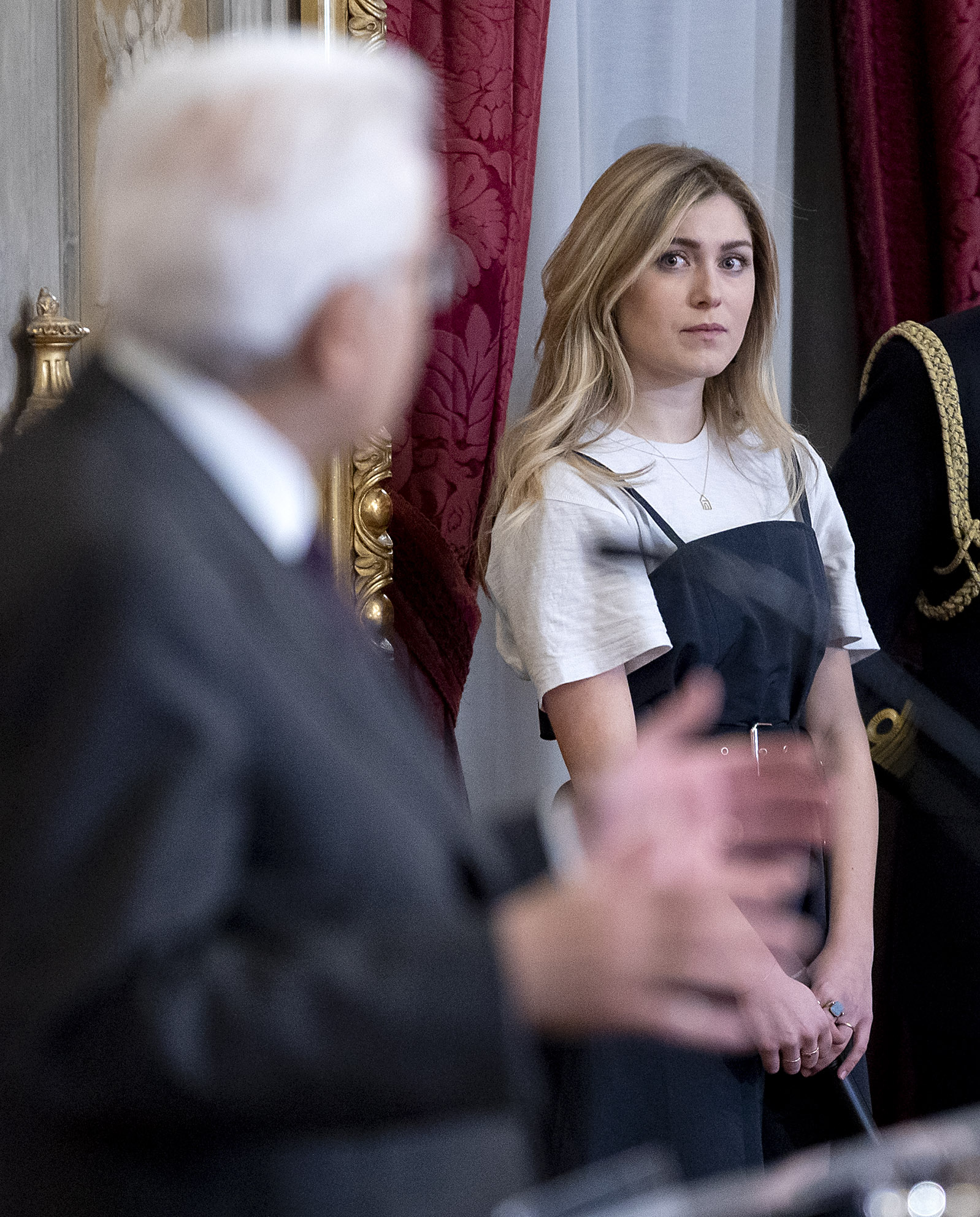
Sofia Viscardi al Palazzo del Quirinale nel 2019

Nata a Milano da Mario Viscardi e Celeste Morozzi, la madre è cugina dell'attrice fiorentina Vittoria Puccini e di Orsola Branzi, in arte la Pina. Ha frequentato il liceo classico per poi passare al liceo delle scienze umane, dove si diploma nel luglio del 2017.
Dal 2014 apre il suo canale YouTube, dove fa vlog. Nel 2015 pubblica un'intervista con lo scrittore Roberto Saviano.
Nel 2016 ha vinto il premio come youtuber italiano preferito ai Kids' Choice Awards ed è stata reporter nel backstage agli MTV Awards. Ha condotto una rubrica all'interno del programma di Rai 3 Quante storie. Nel 2016 pubblica il suo primo libro, Succede, dal quale nel 2018 è stato tratto l'omonimo film. Lo stesso anno pubblica il suo secondo romanzo, Abbastanza e viene inclusa fra i "Forbes 100 Under 30" italiani.
Dopo aver incontrato nel 2018 il Presidente della Repubblica Italiana Sergio Mattarella assieme ad altri youtuber, il 13 marzo 2019 ha condotto la cerimonia di consegna dei titoli di Alfiere della Repubblica al Palazzo del Quirinale. Nel 2019 dà il via, assieme ad un team di ventenni, al progetto “Venti”, per mezzo del quale attraverso un omonimo canale YouTube e diversi podcast su Spotify parla di diversi temi riguardo al difficile passaggio all'età adulta. È testimonial della campagna 2019 sulla prevenzione dell'HIV del Ministero della salute assieme a Stefano Fresi, Francesco Montanari e Dario Vergassola. Nel 2023 conduce insieme a Davide Calgaro Dicono di noi, il talk show di RaiPlay dedicato alla generazione Z.
Nel maggio 2024 si trasferisce a Roma e attraverso un post sul suo profilo Instagram, comunica ufficialmente insieme al fidanzato Tommaso la sua gravidanza. Nel marzo 2025, sempre tramite un post di Instagram, annuncia la nascita della figlia, Lila.

## Opere
- Succede, Mondadori, 2017, ISBN 978-88-04-66015-6, OCLC 1085600272.
- Abbastanza, Mondadori, 2018, ISBN 978-88-04-68255-4, OCLC 1036220000.

## Filmografia

### Cinema
- Succede, regia di Francesca Mazzoleni (2018) – soggetto

### Televisione
- Dicono di noi – talk show (2023)

### Videoclip
- Sei la mia notifica preferita, singolo di Francesco Sole (2017)
- Capiscimi, singolo di Leo Gassman (2023)

## Podcast
- Venti (2019–2024)
- Senti20, 50 episodi (2021–2022)
- Lavori in corso, 18 episodi (2022–2023)
- Anche tu, 6 episodi (2022–2023)
- Boh raga (2023)
- Sbattiventi (2023)
- Tentativi di connessione (2025)
- Oasi Aboca - con Guglielmo Scilla e Serena Dandini (2025)
- Vaginaverso. Il vodcast. – podcast, episodio 1x02 (2025)

## Web
- Sofia Viscardi – canale YouTube (2014–2019) (rinominato Canale di Venti nel 2019)
- Canale di Venti – canale YouTube (2019–2024)
- Basement Café Lavazza – web TV (2021)
- Sex, Uncut – programma TV (2021)
- Diario di viaggio di una Gen Z in Senegal – 3 puntate per Donna Moderna (2024)